# Municipio de Phillipsburg (Misuri)
El municipio de Phillipsburg (en inglés: Phillipsburg Township) está ubicado en el condado de Laclede, en el estado de Misuri (Estados Unidos).

## Historia
El municipio fue llamado así en nombre de Rufus Phillips, un mercante local.

## Geografía
El municipio de Phillipsburg se encuentra ubicado en las coordenadas 37°34′25″N 92°46′24″O / 37.57361, -92.77333. Según la Oficina del Censo de los Estados Unidos, en 2010 tenía una superficie total de 162,55 km², de la cual 162,31 (99,86%) correspondían a tierra firme y 0,23 (0,14%) a agua.
Se encuentra a 422 metros sobre el nivel del mar.

## Demografía
Según el censo de 2010, el municipio de Phillipsburg estaba habitado por 1807 personas y su densidad de población era de 11,12 hab/km². Según su raza, el 97,73% de los habitantes eran blancos, el 0,06% negros o afroamericanos, el 0,44% amerindios o nativos de Alaska, el 0,17% asiáticos, y el 0,44% de otras razas. Además, el 1,16% pertenecían a dos o más razas y, del total de la población, el 1,6% eran hispanos o latinos de cualquier raza.
La edad media en el municipio era de 31.8 años. el 34,2% de los habitantes tenía menos de 18 años. El 4,9% estaba entre 18 y 24 años. El 28,7% entre 25 y 44. El 21,8 % estaba entre 45 y 64. Y el 10,4% tenía 65 años o más.
La división demográfica de géneros era, un 45% hombres y un 55% mujeres.  

## Clima
El clima es subtropical húmedo.